# Токопола (Мисисипи)
Токопола (енгл. Toccopola) град је у америчкој савезној држави Мисисипи.

## Демографија
По попису из 2010. године број становника је 246, што је 57 (30,2%) становника више него 2000. године.
| Група             | 2000.       | 2010.       |
| Белци             | 186 (98,4%) | 213 (86,6%) |
| Афроамериканци    | 1 (0,5%)    | 26 (10,6%)  |
| Азијати           | 0 (0,0%)    | 0 (0,0%)    |
| Хиспаноамериканци | 0 (0,0%)    | 2 (0,8%)    |
| Укупно            | 189         | 246         |